# Арабка (река)
Арабка (укр. Арабка, также встречается название Араб) — река в Мелитопольском районе Запорожской области Украины, левый приток реки Молочной.

## Описание
Длина — 29 км. Площадь водосборного бассейна — 287 км². Уклон 2,2 м/км. Глубина до 1,6 м. Долина V-образная, шириной 2,2 км, ширина русла до 5 м.
Питание преимущественно дождевое и снеговое, в верховьях Арабки есть родники. В межень (июнь-сентябрь) часто пересыхает. Ледостав нестойкий (с конца декабря по январь). Используется для орошения.
У села Оленовка на Арабке находится озеро площадью 73,1 га.

## Населённые пункты
Над рекой расположены такие сёла (от истока к устью): Арабка, Свободное, Астраханка, Борисовка, Оленовка, Тихоновка.

## Происхождение названия
Название реки происходит от слова «хараб» (разрушенное поселение, развалины).